# Simon oraz inni homo sapiens
Simon oraz inni homo sapiens – powieść dla młodych dorosłych z 2015 roku oraz debiutancka książka amerykańskiej pisarki Becky Albertalli. Historia  książki koncentruje się na tytułowym nastoletnim bohaterze Simonie Spierze, który zmaga się szantażami po tym jak ktoś odkrywa e-maile Simona napisane do innego ucznia z klasy, w którym się zakochał. 
Albertalli otrzymała nagrodę William C. Morris Award od American Library Association, w kategorii literatury młodzieżowej a także międzynarodową nagrodę German Youth Literature Prize. Powieść znalazła się także na wśród kandydatów do National Book Award i została wymieniona przez Wall Street Journal jako jedna z najlepszych powieści dla młodzieży w 2015. 
Nazwa powieści w oryginale odnosi się do rozmowy między Simonem i Blue, w której dyskutują o tym, że wszyscy ludzie powinni dokonywać coming outów a nie tylko osoby homoseksualne. Pojawia się w tym fragmencie fraza „Homo Sapiens Agenda” która miałaby odnosić się wszystkich bez względu na seksualność. 
Na podstawie książki powstał film Twój Simon (ang. Love, Simon), zrealizowany przez 20th Century Fox. W Stanach Zjednoczonych film miał premierę 16 marca 2018.

## Kolejne książki
Kontynuacja koncentrująca się na postaci Leah Burke najlepszej przyjaciółki Simona zatytułowana Leah on the Offbeat, została wydana 24 kwietnia 2018.  W 2020 roku Albertalli ogłosiła wydanie Love Creekwood, epilogu do obu powieści wydanych wcześniej